# Lermoos

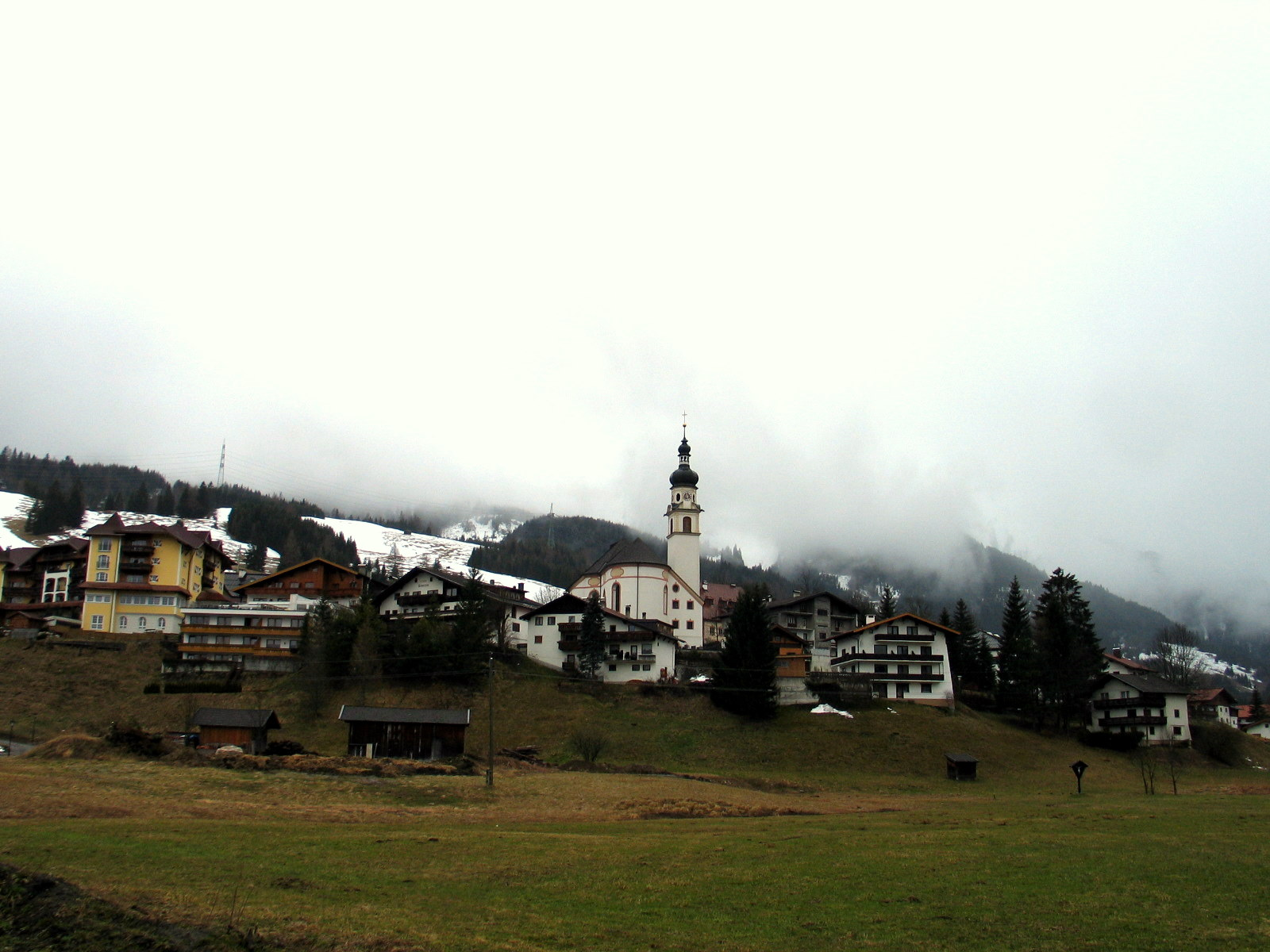
Lermoos vanaf de Lermooser Moos

Lermoos is een gemeente in het district Reutte in de Oostenrijkse deelstaat Tirol. De verschillende dorpsdelen zijn Gries, Untergarten en Obergarten.

## Geografie
Lermoos ligt op het kruispunt tussen de Lechtaler Alpen, Ammergauer Alpen en het Wettersteingebergte. Het ligt in het door de Loisach doorstroomde Lermooser Moos, een voormalig moerasgebied. Het hoogste punt van het dorp is de Grubigstein, een berg van 2223 meter hoog.

## Geschiedenis
Het dorp is een van de oudste in de Außerfern. Reeds in 1020 werd het officieel vermeld. Vanwege de ligging langs de weg over de Fernpas had het een economisch belangrijke positie in de omgeving. Na de bouw van betere wegen over de Arlberg verloor Lermoos deze positie langzamerhand. Na de Tweede Wereldoorlog begon echter het toerisme belangrijk te worden en Lermoos groeide uit tot de grootste toeristengemeente van de hele Außerfern.
Lermoos maakt thans deel uit van de Zugspitz Arena, een uitgestrekt skigebied. Een groot deel van de toeristen die in totaal een half miljoen overnachtingen in Lermoos doorbrengen komt echter ook om te wandelen in de zomer. De in 1984 geopende Lermooser Tunnel heeft ervoor gezorgd dat het doorgangsverkeer over de Fernpas niet langer door het dorp trekt. Lermoos heeft een station langs de Außerfernspoorlijn.

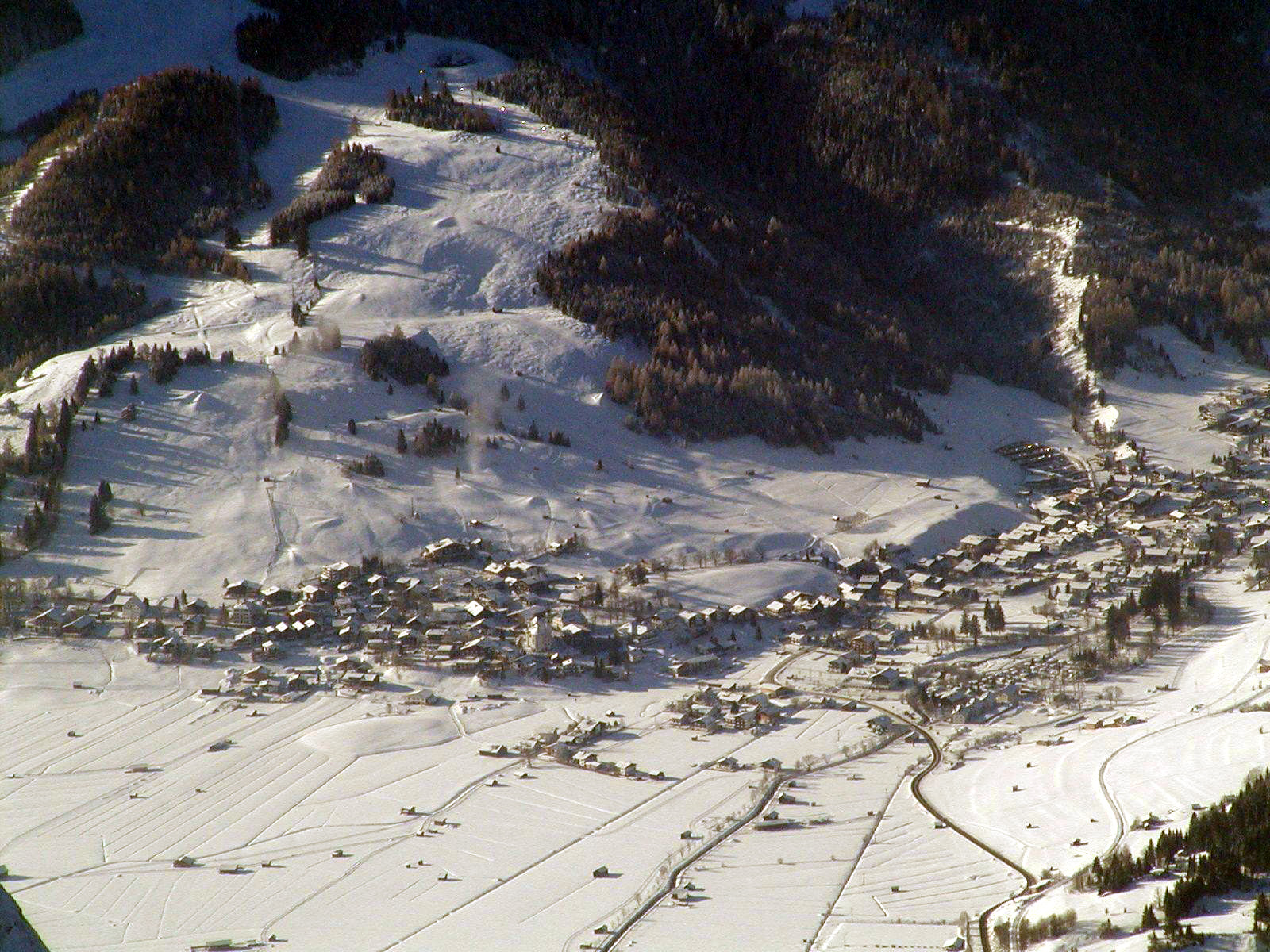
Lermoos in de winter
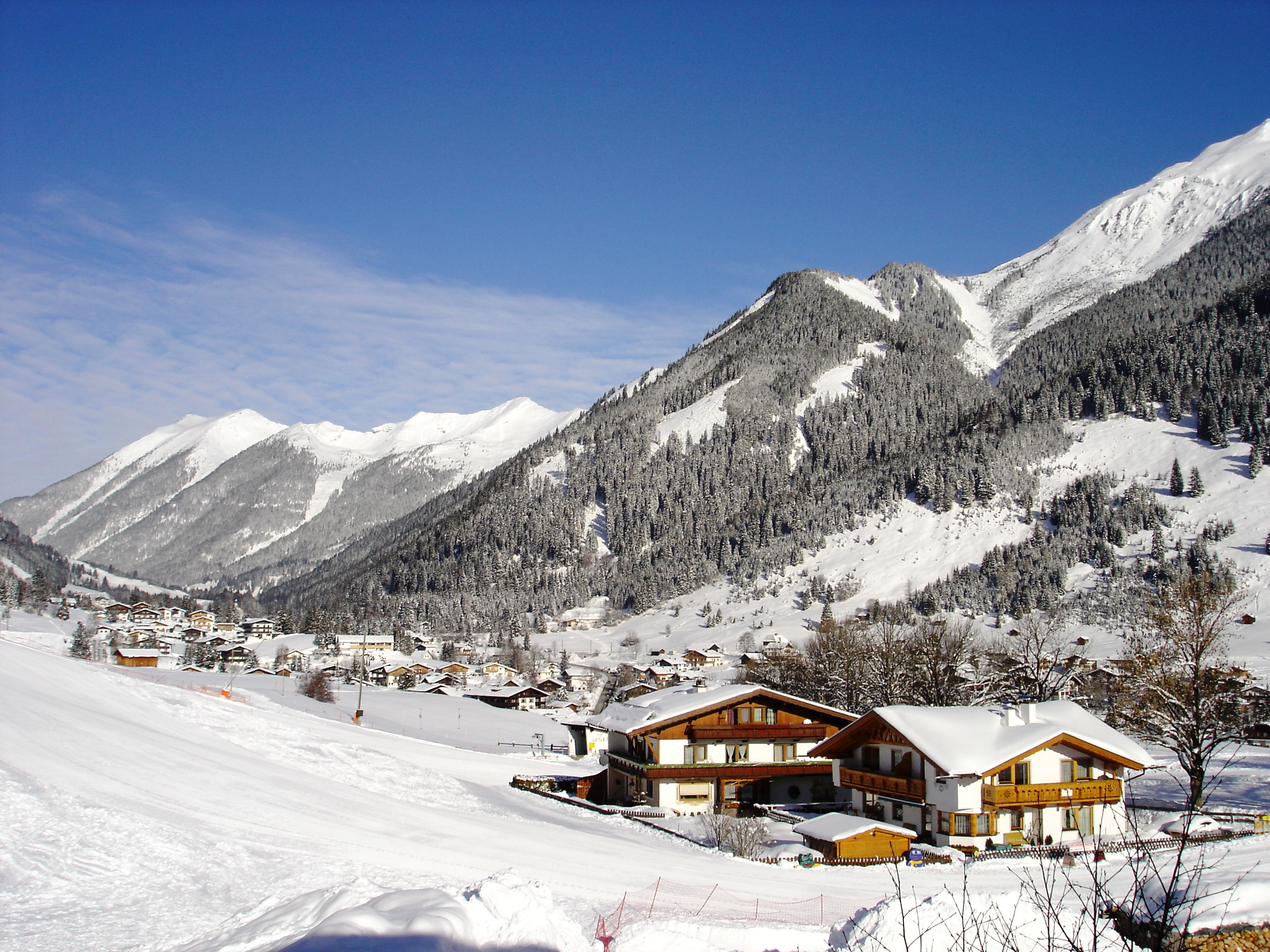
Lermoos in de winter
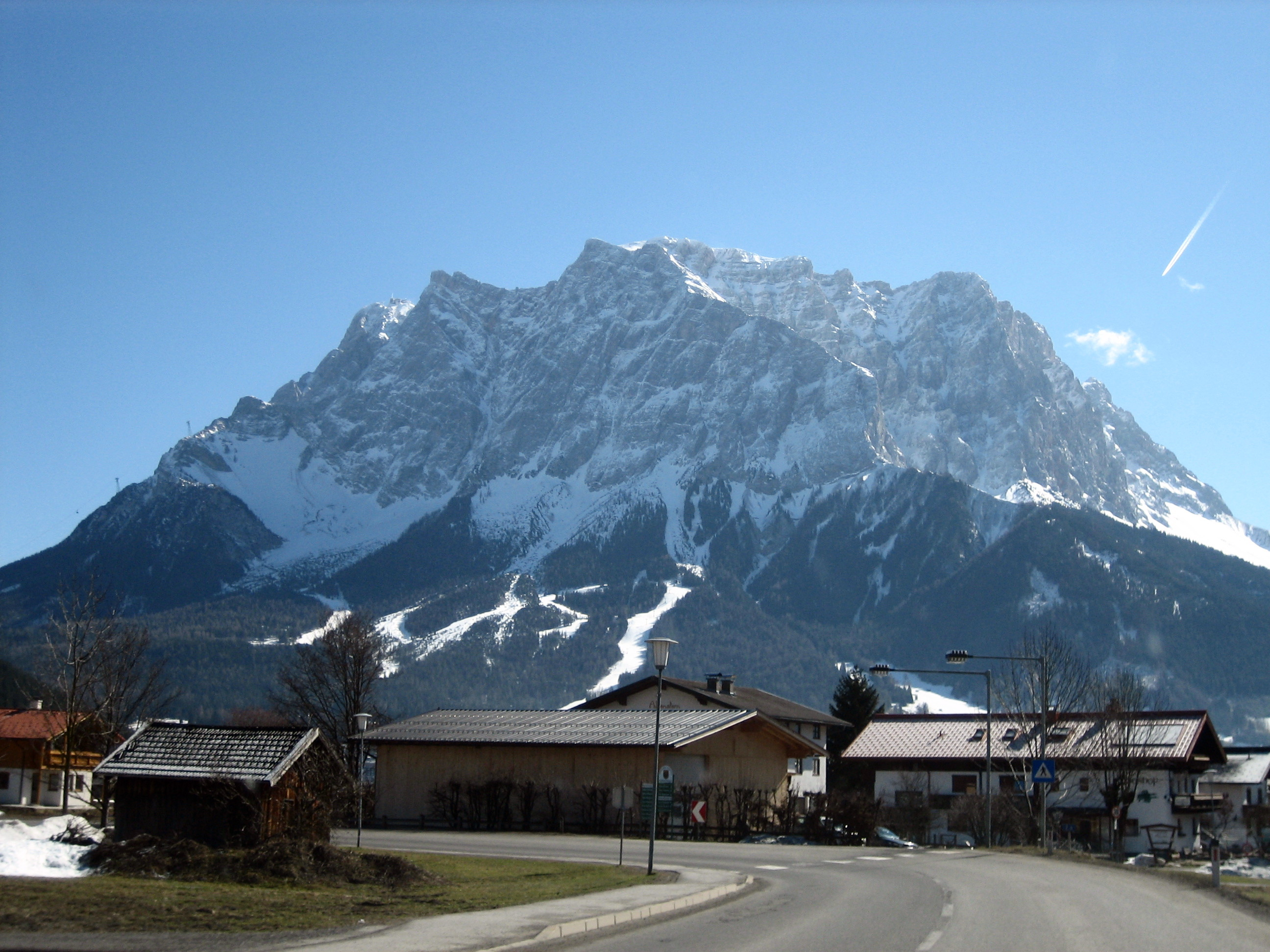
Het massief van de Zugspitze vanuit Lermoos
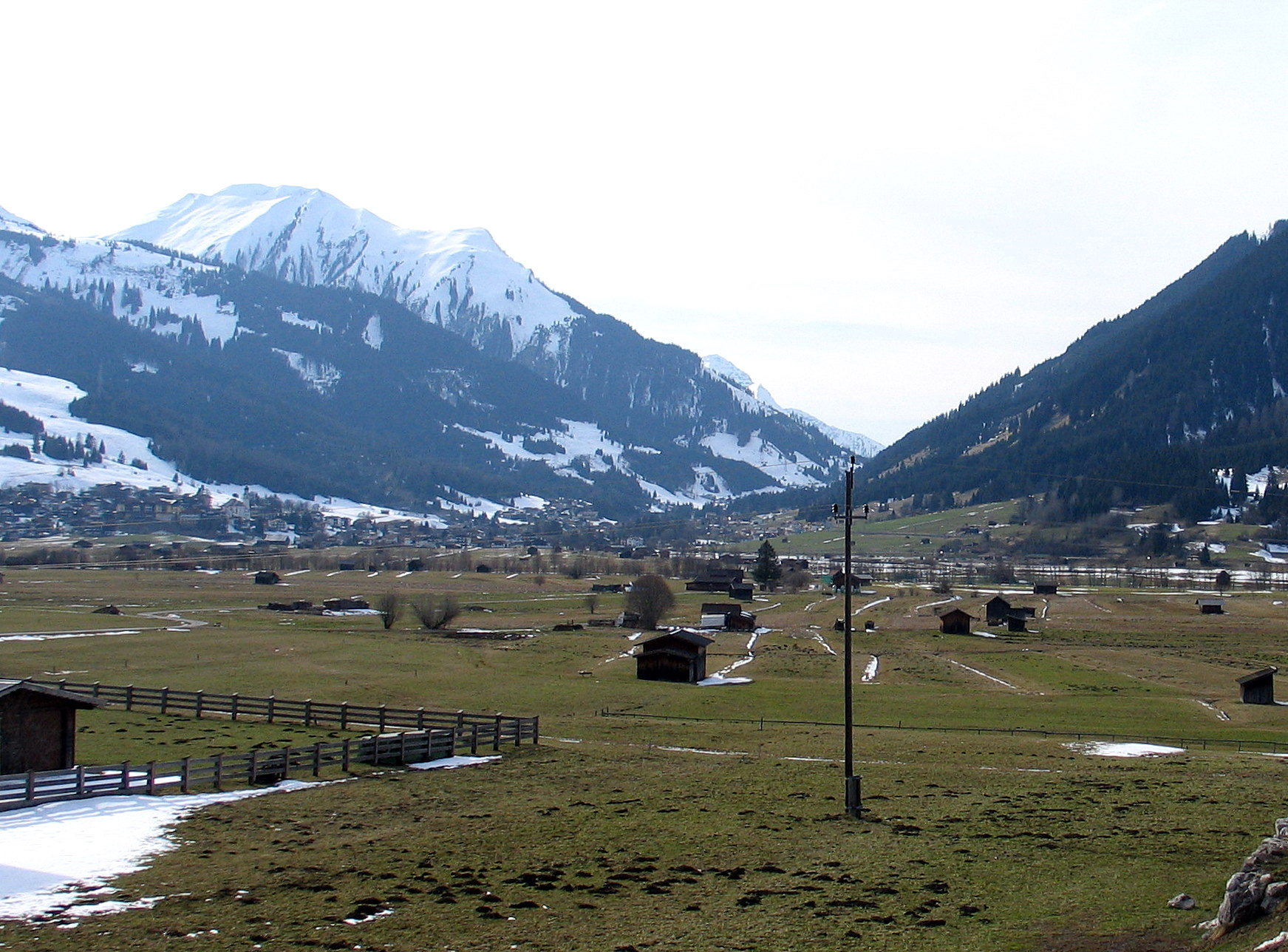
De Lermooser Moos gezien vanaf Ehrwald met links Lermoos

Bach · Berwang · Biberwier · Bichlbach · Breitenwang · Ehenbichl · Ehrwald · Elbigenalp · Elmen · Forchach · Grän · Gramais · Häselgehr · Heiterwang · Hinterhornbach · Höfen · Holzgau · Jungholz · Kaisers · Lechaschau · Lermoos · Musau · Namlos · Nesselwängle · Pfafflar · Pflach · Pinswang · Reutte · Schattwald · Stanzach · Steeg · Tannheim · Vils · Vorderhornbach · Wängle · Weißenbach am Lech · Zöblen
- Gemeinsame Normdatei: 4111268-4
- Nationale Bibliotheek van Tsjechië: ge413585
- Virtual International Authority File: 235949495
- WorldCat: E39PBJkMDJbCfkQDbGCtyM3PcP